# Castelo de Agres
O Castelo de Agres localiza-se no municípios de Agres, província de Alicante, na comunidade autónoma da Comunidade Valenciana, na Espanha.
Ergue-se em posição dominante sobre uma elevação rochosa da serra Mariola.

## História
Trata-se de uma fortificação que remonta à época da muçulmana.
Nas proximidades foi erguido, em 1578, o Santuário da Mare de Déu d´Agres, a partir de uma pequena ermida de 1484, com o reaproveitamento de materiais do antigo castelo, em especial a silharia.
Actualmente encontra-se em ruínas, podendo ser observados troços de suas muralhas e parte da torre.

## Características
Apresenta planta quadrada, orgânica (adaptada ao terreno), com muralhas de diversas alturas em taipa e alvenaria de pedra. A torre de menagem apresenta planta quadrada, e era dividida internamente em três pavimentos, reforçada na base por taludes.